# Lancia Phedra
Lancia Phedra je automobil talijanskog marke Lancia i proizvodio se od 2002. – 2010. godine.

## Motori
- 2.0 L, 100 kW (136 KS)
- 3.0 L, 150 kW (204 KS)
- 2.0 L turbo dizel, 79 kW (107 KS)
- 2.0 L turbo dizel, 88 kW (120 KS)
- 2.0 L turbo dizel, 100 kW (136 KS)
- 2.2 L turbo dizel, 94 kW (128 KS)
- 2.2 L turbo dizel, 120 kW (163 KS)
- 2.2 L turbo dizel, 125 kW (170 KS)